# فینال‌های ان‌بی‌ای ۲۰۰۲
فینال‌های ان‌بی‌ای ۲۰۰۲ دور قهرمانی اتحادیهٔ ملی بسکتبال (ان‌بی‌ای) در فصل ۰۲–۲۰۰۱ می‌باشد. لس آنجلس لیکرز قهرمان کنفرانس غرب (و مدافع دو عنوان قهرمانی) در یک سری بهترین از هفت که با مزیت بازی خانگی برای این تیم همراه بود به مصاف تیم نیوجرسی نتس قهرمان کنفرانس شرق رفت و توانست با نتیجهٔ ۴ بر ۰ برابر رقیب خود به برتری برسد و برای چهاردهمین بار و سومین سال پیاپی به عنوان قهرمانی ان‌بی‌ای دست پیدا کند. پنجاه و ششمین سری قهرمانی ان‌بی‌ای از ۵ تا ۱۲ ژوئن ۲۰۰۲ به طول انجامید و از NBC پخش شد.
شکیل اونیل با ثبت ۳۶ امتیاز و ۱۲ ریباند به‌طور میانگین در فینال‌ها به عنوان باارزش‌ترین بازیکن این سری برگزیده شد. فیل جکسون سرمربی لیکرز نیز نهمین حلقهٔ قهرمانی خود را به دست آورد، و با رسیدن به این موفقیت در کنار رد آورباخ به عنوان بیشترین دارندگان حلقه در تمام ادوار قرار گرفت، او همچنین با ثبت پیروزی در ۱۵۶ بازی حذفی ان‌بی‌ای از رکورد پت رایلی عبور کرد و رکورد دار پیروزی در بازی‌های دور حذفی ان‌بی‌ای شد.

## پیش‌زمینه

### مسیر فینال‌ها
| #  | کنفرانس غرب           | کنفرانس غرب | کنفرانس غرب | کنفرانس غرب | کنفرانس غرب   |
| #  | تیم                   | برد         | باخت        | درصد برد    | بازی‌های پشت‌سر |
| -- | --------------------- | ----------- | ----------- | ----------- | ------------- |
| ۱  | z-ساکرامنتو کینگز     | ۶۱          | ۲۱          | ۰٫۷۴۴       | –             |
| ۲  | y-سن آنتونیو اسپرز    | ۵۸          | ۲۴          | ۰٫۷۰۷       | ۳             |
| ۳  | x-لس آنجلس لیکرز      | ۵۸          | ۲۴          | ۰٫۷۰۷       | ۳             |
| ۴  | x-دالاس ماوریکس       | ۵۷          | ۲۵          | ۰٫۶۹۵       | ۴             |
| ۵  | x-مینه‌سوتا تیمبرولوز  | ۵۰          | ۳۲          | ۰٫۶۱۰       | ۱۱            |
| ۶  | x-پورتلند تریل بلیزرز | ۴۹          | ۳۳          | ۰٫۵۹۸       | ۱۲            |
| ۷  | x-سیاتل سوپرسانیکس    | ۴۵          | ۳۷          | ۰٫۵۴۹       | ۱۶            |
| ۸  | x-یوتا جاز            | ۴۴          | ۳۸          | ۰٫۵۳۷       | ۱۷            |
|    |                       |             |             |             |               |
| ۹  | لس آنجلس کلیپرز       | ۳۹          | ۴۳          | ۰٫۴۷۶       | ۲۲            |
| ۱۰ | فینیکس سانز           | ۳۶          | ۴۶          | ۰٫۴۳۹       | ۲۵            |
| ۱۱ | هیوستون راکتس         | ۲۸          | ۵۴          | ۰٫۳۴۱       | ۳۳            |
| ۱۲ | دنور ناگتس            | ۲۷          | ۵۵          | ۰٫۳۲۹       | ۳۴            |
| ۱۳ | ممفیس گریزلیز         | ۲۳          | ۵۹          | ۰٫۲۸۰       | ۳۸            |
| ۱۴ | گلدن استیت واریرز     | ۲۱          | ۶۱          | ۰٫۲۵۶       | ۴۰            |

| #  | کنفرانس شرق             | کنفرانس شرق | کنفرانس شرق | کنفرانس شرق | کنفرانس شرق   |
| #  | تیم                     | برد         | باخت        | درصد برد    | بازی‌های پشت‌سر |
| -- | ----------------------- | ----------- | ----------- | ----------- | ------------- |
| ۱  | c-نیوجرسی نتس           | ۵۲          | ۳۰          | ۰٫۶۳۴       | –             |
| ۲  | y-دیترویت پیستونز       | ۵۰          | ۳۲          | ۰٫۶۱۰       | ۲             |
| ۳  | x-بوستون سلتیکس         | ۴۹          | ۳۳          | ۰٫۵۹۸       | ۳             |
| ۴  | x-شارلوت هورنتس         | ۴۴          | ۳۸          | ۰٫۵۳۷       | ۸             |
| ۵  | x-اورلندو مجیک          | ۴۴          | ۳۸          | ۰٫۵۳۷       | ۸             |
| ۶  | x-فیلادلفیا سونتی‌سیکسرز | ۴۳          | ۳۹          | ۰٫۵۲۴       | ۹             |
| ۷  | x-تورنتو رپترز          | ۴۲          | ۴۰          | ۰٫۵۱۲       | ۱۰            |
| ۸  | x-ایندیانا پیسرز        | ۴۲          | ۴۰          | ۰٫۵۱۲       | ۱۰            |
|    |                         |             |             |             |               |
| ۹  | میلواکی باکس            | ۴۱          | ۴۱          | ۰٫۵۰۰       | ۱۱            |
| ۱۰ | واشینگتن ویزاردز        | ۳۷          | ۴۵          | ۰٫۴۵۱       | ۱۵            |
| ۱۱ | میامی هیت               | ۳۶          | ۴۶          | ۰٫۴۳۹       | ۱۶            |
| ۱۲ | آتلانتا هاوکس           | ۳۳          | ۴۹          | ۰٫۴۰۲       | ۱۹            |
| ۱۳ | نیویورک نیکس            | ۳۰          | ۵۲          | ۰٫۳۶۶       | ۲۲            |
| ۱۴ | کلیولند کاوالیرز        | ۲۹          | ۵۳          | ۰٫۳۵۴       | ۲۳            |
| ۱۵ | شیکاگو بولز             | ۲۱          | ۶۱          | ۰٫۲۵۶       | ۳۱            |

### سری‌های فصل عادی
تیم‌های لس آنجلس لیکرز و نیوجرسی نتس دو بار در بازی‌های فصل عادی با هم دیدار کردند و هر کدام یک برد خانگی کسب کردند:
| ۵ مارس |

| Recap توسط Wayback Machine (بایگانی‌شده فوریه ۱۲, ۲۰۰۵) |

| نیوجرسی نتس ۹۲, لس آنجلس لیکرز ۱۰۱ |

| ۲ آوریل |

| Recap توسط Wayback Machine (بایگانی‌شده فوریه ۱۲, ۲۰۰۵) |

| لس آنجلس لیکرز ۹۲, نیوجرسی نتس ۹۴ |

## ترکیب شروع‌کننده
تالار مشاهیر بسکتبال نایسمیت‡
| لس آنجلس     | پست | نیوجرسی         |
| ------------ | --- | --------------- |
| درک فیشر     | PG  | جیسون کید‡      |
| کوبی برایانت | SG  | Kerry Kittles   |
| Rick Fox     | SF  | Keith Van Horn  |
| رابرت هوری   | PF  | کنیون مارتین    |
| شکیل اونیل‡  | C   | Todd MacCulloch |

## خلاصه سری
| بازی   | تاریخ             | تیم مهمان      | نتیجه         | تیم میزبان     |
| ------ | ----------------- | -------------- | ------------- | -------------- |
| بازی ۱ | چهارشنبه، ۵ ژوئن  | نیوجرسی نتس    | ۹۴–۹۹ (۰–۱)   | لس آنجلس لیکرز |
| بازی ۲ | جمعه، ۷ ژوئن      | نیوجرسی نتس    | ۸۳–۱۰۶ (۰–۲)  | لس آنجلس لیکرز |
| بازی ۳ | یکشنبه، ۹ ژوئن    | لس آنجلس لیکرز | ۱۰۶–۱۰۳ (۳–۰) | نیوجرسی نتس    |
| بازی ۴ | چهارشنبه، ۱۲ ژوئن | لس آنجلس لیکرز | ۱۱۳–۱۰۷ (۴–۰) | نیوجرسی نتس    |

## خلاصه بازی‌ها
تمامی زمان‌ها بر اساس منطقه زمانی شرقی فهرست شده‌اند.

### بازی ۱
| ۵ ژوئن 6:00 pm |

| Recap توسط Wayback Machine (بایگانی‌شده دسامبر ۴, ۲۰۰۴) |

| نیوجرسی نتس ۹۴, لس آنجلس لیکرز ۹۹                                                  |  |                                                                                             |
| امتیاز بر پایه وقت: ۱۴–۲۹, ۲۲–۱۹, ۲۷–۲۴, ۳۱–۲۷                                     |  |                                                                                             |
| امتیاز: شکیل اونیل ۳۶ ریباند: شکیل اونیل ۱۶ پاس : کوبی برایانت ۶ TOs: شکیل اونیل ۵ |  | امتیاز: جیسون کید ۲۳ ریباند: جیسون کید ۱۰ پاس: جیسون کید ۱۰ Stls: رابرت هوری ۳, جیسون کید ۳ |

### بازی ۲
| ۷ ژوئن 6:00 pm |

| Recap توسط Wayback Machine (بایگانی‌شده دسامبر ۹, ۲۰۰۴) |

| نیوجرسی نتس ۸۳, لس آنجلس لیکرز ۱۰۶                                                               |  |                                                                          |
| امتیاز بر پایه وقت: ۲۱–۲۷, ۲۲–۲۲, ۱۸–۲۸, ۲۲–۲۹                                                   |  |                                                                          |
| امتیاز: شکیل اونیل ۴۰ ریباند: شکیل اونیل ۱۲ پاس : شکیل اونیل ۸ TOs: شکیل اونیل ۴, کوبی برایانت ۴ |  | امتیاز: Kittles ۲۳ ریباند: جیسون کید ۹ پاس: جیسون کید ۷ TOs: جیسون کید ۵ |

### بازی ۳
| ۹ ژوئن 8:30 pm |

| Recap توسط Wayback Machine (بایگانی‌شده ژوئیه ۲۵, ۲۰۰۸) |

| لس آنجلس لیکرز ۱۰۶, نیوجرسی نتس ۱۰۳                                                |  |                                                                                            |
| امتیاز بر پایه وقت: ۳۱–۲۳, ۲۱–۲۳, ۲۶–۳۲, ۲۸–۲۵                                     |  |                                                                                            |
| امتیاز: کوبی برایانت ۳۶ ریباند: شکیل اونیل ۱۱ پاس : درک فیشر ۶ TOs: کوبی برایانت ۶ |  | امتیاز: جیسون کید ۳۰ ریباند: Van Horn ۵, جیسون کید ۵ پاس: جیسون کید ۱۰ TOs: کنیون مارتین ۵ |

### بازی ۴
| ۱۲ ژوئن 9:00 pm |

| Recap توسط Wayback Machine (بایگانی‌شده ژوئیه ۲۵, ۲۰۰۸) |

| لس آنجلس لیکرز ۱۱۳, نیوجرسی نتس ۱۰۷                                         |  |                                                                                    |
| امتیاز بر پایه وقت: ۲۷–۳۴, ۳۱–۲۳, ۲۶–۲۳, ۲۹–۲۷                              |  |                                                                                    |
| امتیاز: شکیل اونیل ۳۴ ریباند: شکیل اونیل ۱۰ پاس : کوبی برایانت ۸ TOs: Fox ۴ |  | امتیاز: کنیون مارتین ۳۵ ریباند: کنیون مارتین ۱۱ پاس: جیسون کید ۱۲ TOs: جیسون کید ۴ |

## آمارهای بازیکنان
لس آنجلس لیکرز
| بازیکن           | GP | GS | MPG  | FG%   | 3FG%  | FT%   | RPG  | APG | SPG | BPG | PPG  |
| ---------------- | -- | -- | ---- | ----- | ----- | ----- | ---- | --- | --- | --- | ---- |
| Kobe Bryant      | ۴  | ۴  | ۴۳٫۸ | ۰٫۵۱۴ | ۰٫۵۴۵ | ۰٫۸۰۶ | ۵٫۸  | ۵٫۳ | ۱٫۵ | ۰٫۸ | ۲۶٫۸ |
| Derek Fisher     | ۴  | ۴  | ۳۳٫۰ | ۰٫۵۱۵ | ۰٫۶۶۷ | ۰٫۶۴۳ | ۳٫۵  | ۳٫۸ | ۰٫۳ | ۰٫۰ | ۱۲٫۸ |
| Rick Fox         | ۴  | ۴  | ۳۶٫۰ | ۰٫۵۲۲ | ۰٫۴۵۵ | ۰٫۸۳۳ | ۶٫۳  | ۳٫۵ | ۱٫۵ | ۰٫۵ | ۹٫۸  |
| Devean George    | ۴  | ۰  | ۱۸٫۰ | ۰٫۴۳۵ | ۰٫۶۰۰ | ۱٫۰۰۰ | ۴٫۸  | ۰٫۰ | ۰٫۳ | ۰٫۵ | ۶٫۵  |
| Robert Horry     | ۴  | ۴  | ۳۹٫۸ | ۰٫۴۵۸ | ۰٫۴۵۵ | ۰٫۸۳۳ | ۷٫۳  | ۴٫۳ | ۲٫۸ | ۱٫۸ | ۸٫۰  |
| Lindsey Hunter   | ۳  | ۰  | ۳٫۷  | ۰٫۲۰۰ | ۰٫۰۰۰ | ۰٫۰۰۰ | ۰٫۳  | ۰٫۰ | ۰٫۰ | ۰٫۰ | ۰٫۷  |
| Mark Madsen      | ۱  | ۰  | ۲٫۰  | ۰٫۰۰۰ | ۰٫۰۰۰ | ۰٫۰۰۰ | ۰٫۰  | ۰٫۰ | ۰٫۰ | ۰٫۰ | ۰٫۰  |
| Slava Medvedenko | ۲  | ۰  | ۴٫۵  | ۱٫۰۰۰ | ۰٫۰۰۰ | ۰٫۰۰۰ | ۰٫۵  | ۰٫۰ | ۰٫۰ | ۰٫۰ | ۱٫۰  |
| Shaquille O'Neal | ۴  | ۴  | ۴۱٫۵ | ۰٫۵۹۵ | ۰٫۰۰۰ | ۰٫۶۶۲ | ۱۲٫۳ | ۳٫۸ | ۰٫۵ | ۲٫۸ | ۳۶٫۳ |
| Mitch Richmond   | ۱  | ۰  | ۱٫۰  | ۱٫۰۰۰ | ۰٫۰۰۰ | ۰٫۰۰۰ | ۰٫۰  | ۰٫۰ | ۰٫۰ | ۰٫۰ | ۲٫۰  |
| Brian Shaw       | ۴  | ۰  | ۱۶٫۳ | ۰٫۲۸۶ | ۰٫۲۲۲ | ۰٫۰۰۰ | ۱٫۸  | ۲٫۵ | ۰٫۳ | ۰٫۵ | ۳٫۵  |
| Samaki Walker    | ۴  | ۰  | ۶٫۰  | ۰٫۲۵۰ | ۰٫۰۰۰ | ۱٫۰۰۰ | ۲٫۰  | ۰٫۰ | ۰٫۰ | ۰٫۳ | ۱٫۰  |

نیوجرسی نتس
| بازیکن            | GP | GS | MPG  | FG%   | 3FG%  | FT%   | RPG | APG | SPG | BPG | PPG  |
| ----------------- | -- | -- | ---- | ----- | ----- | ----- | --- | --- | --- | --- | ---- |
| Jason Collins     | ۴  | ۰  | ۱۸٫۸ | ۰٫۵۰۰ | ۰٫۰۰۰ | ۰٫۸۷۵ | ۲٫۵ | ۰٫۳ | ۰٫۳ | ۰٫۵ | ۴٫۳  |
| Lucious Harris    | ۴  | ۰  | ۲۲٫۸ | ۰٫۳۴۴ | ۰٫۲۰۰ | ۰٫۸۰۰ | ۲٫۸ | ۲٫۰ | ۱٫۰ | ۰٫۰ | ۷٫۸  |
| Richard Jefferson | ۴  | ۰  | ۲۴٫۳ | ۰٫۵۲۴ | ۰٫۰۰۰ | ۰٫۴۵۵ | ۴٫۵ | ۱٫۳ | ۱٫۰ | ۰٫۰ | ۶٫۸  |
| Anthony Johnson   | ۴  | ۰  | ۵٫۳  | ۰٫۳۳۳ | ۰٫۰۰۰ | ۰٫۵۰۰ | ۰٫۵ | ۰٫۳ | ۰٫۰ | ۰٫۰ | ۱٫۳  |
| Jason Kidd        | ۴  | ۴  | ۴۲٫۰ | ۰٫۴۳۸ | ۰٫۳۰۰ | ۰٫۶۳۶ | ۷٫۳ | ۹٫۸ | ۲٫۳ | ۰٫۸ | ۲۰٫۸ |
| Kerry Kittles     | ۴  | ۴  | ۲۶٫۵ | ۰٫۴۵۲ | ۰٫۳۱۳ | ۰٫۷۰۰ | ۲٫۰ | ۲٫۵ | ۱٫۵ | ۰٫۵ | ۱۲٫۵ |
| Todd MacCulloch   | ۴  | ۴  | ۱۸٫۵ | ۰٫۵۰۰ | ۰٫۰۰۰ | ۰٫۵   | ۵٫۰ | ۰٫۵ | ۰٫۸ | ۱٫۰ | ۷٫۵  |
| Donny Marshall    | ۲  | ۰  | ۱٫۰  | ۰٫۰۰۰ | ۰٫۰۰۰ | ۰٫۰۰۰ | ۰٫۰ | ۰٫۰ | ۰٫۰ | ۰٫۰ | ۰٫۰  |
| Kenyon Martin     | ۴  | ۴  | ۳۹٫۵ | ۰٫۴۶۷ | ۰٫۲۰۰ | ۰٫۶۵۴ | ۶٫۵ | ۲٫۵ | ۱٫۵ | ۱٫۰ | ۲۲٫۰ |
| Brian Scalabrine  | ۱  | ۰  | ۱٫۰  | ۰٫۰۰۰ | ۰٫۰۰۰ | ۰٫۰۰۰ | ۰٫۰ | ۰٫۰ | ۰٫۰ | ۰٫۰ | ۰٫۰  |
| Keith Van Horn    | ۴  | ۴  | ۳۰٫۳ | ۰٫۳۸۶ | ۰٫۴۱۷ | ۰٫۷۵۰ | ۵٫۸ | ۲٫۳ | ۰٫۵ | ۰٫۳ | ۱۰٫۵ |
| Aaron Williams    | ۴  | ۰  | ۱۱٫۵ | ۰٫۳۷۵ | ۰٫۰۰۰ | ۱٫۰۰۰ | ۲٫۳ | ۰٫۳ | ۰٫۸ | ۰٫۵ | ۳٫۵  |